# Гамзин, Владимир Васильевич
Владимир Васильевич Гамзин (29 сентября 1919, Акатная Маза, Саратовская губерния — 1 ноября 2001, Гомель) — подполковник Советской Армии, участник советско-финской и Великой Отечественной войн, Герой Советского Союза (1945).

## Биография
Владимир Гамзин родился 29 сентября 1919 года в селе Акатная Маза, Акатно-Мазинской волости Хвалынского уезда Саратовской губернии (ныне — Хвалынский район Саратовской области), в крестьянской семье. 
Окончил начальную школу, после чего из-за бедности родителей был вынужден проживать у дяди в городе Баку. Окончил школу фабрично-заводского ученичества, работал слесарем, одновременно продолжая учёбу в вечерней средней школе и аэроклубе. 
Осенью 1939 года Гамзин был призван на службу в Рабоче-крестьянскую Красную армию. Будучи мотористом авиационной части, участвовал в советско-финской войне. В 1941 году Гамзин окончил Чкаловскую военную авиационную школу пилотов. С июня 1942 года — на фронтах Великой Отечественной войны. Принимал участие в боях на Сталинградском, Южном, 4-м Украинском и 3-м Белорусском фронтах. Участвовал в Сталинградской битве, освобождении Украинской ССР, Крыма, Белорусской и Литовской ССР, боях в Восточной Пруссии.
К февралю 1945 года гвардии капитан Владимир Гамзин был помощником по воздушно-стрелковой службе командира 74-го гвардейского штурмового авиаполка 1-й гвардейской штурмовой авиадивизии 1-й воздушной армии 3-го Белорусского фронта. К тому времени он совершил 447 боевых вылетов, нанеся большой урон противнику.
После окончания войны Гамзин продолжил службу в Советской Армии. 16 августа 1960 года был уволен в запас в звании подполковника. Проживал в Гомеле, работал на заводе «Гомсельмаш». Умер 1 ноября 2001 года.

## Награды
Указом Президиума Верховного Совета СССР от 23 февраля 1945 года гвардии капитан Владимир Гамзин был удостоен высокого звания Героя Советского Союза с вручением ордена Ленина и медали «Золотая Звезда» за номером 6249.
Был также награждён двумя орденами Красного Знамени, орденами Богдана Хмельницкого III степени и Александра Невского, двумя орденами Отечественной войны I степени, двумя орденами Красной Звезды, а также рядом медалей.
15 апреля 1999 года Указом Президента Республики Беларусь был награждён Орденом «За службу Родине» III степени.

## Память
- Стела в честь В. В. Гамзина установлена на Аллее Героев в Гомеле (ул. Советская)[4][5].